# برنز (کلرادو)
برنز (به انگلیسی: Burns) یک منطقهٔ مسکونی در ایالات متحده آمریکا است که در شهرستان ایگل، کلرادو واقع شده‌است. برنز ۱٬۹۸۰ متر بالاتر از سطح دریا واقع شده‌است.